# 富山県営渡船
富山県営渡船（とやまけんえいとせん）は、富山県射水市の伏木富山港新湊地区（富山新港）において運航されている県営の渡船である。越ノ潟フェリー（こしのかたフェリー）と通称される。

## 概要

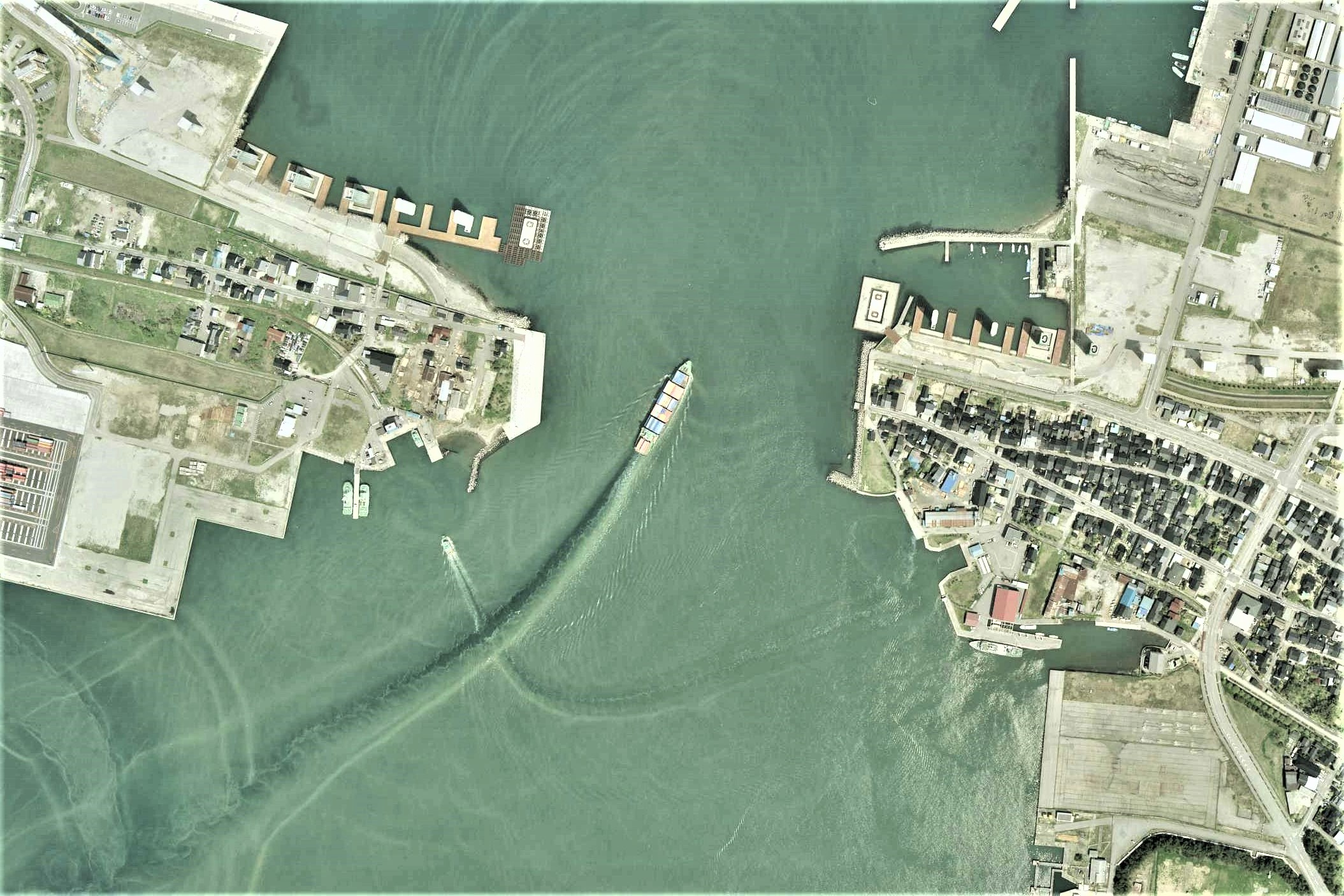
2007年（平成19年）4月27日に撮影された越ノ潟フェリー航路周辺の航空写真。富山湾方向（画像上方）へ航行する船の左斜め下方に見える、堀岡（画像右）から越の潟（画像左）へ半円状の航跡を描く小さな船が越ノ潟フェリー。建設中の新湊大橋の橋脚が確認できる。
。

富山新港造成工事に伴う港口切断により廃止された富山地方鉄道射水線や富山県道1号魚津氷見線の代替交通手段として、1967年（昭和42年）11月23日より運航を開始した。「県民の生活を支える身近な公共交通サービスが安定的に確保され、高齢者、障害者など誰もが安全で快適に移動できること」を事業の目標としている。
越の潟発着場 - 堀岡発着場間（770メートル）を約5分で結び、運賃は無料である。原動機付自転車を除く自動二輪車は乗船できず、30名以上の団体によって乗船を行う場合は事前に予約を必要とする。2014年（平成26年）4月以降は1日69便が運航されている。

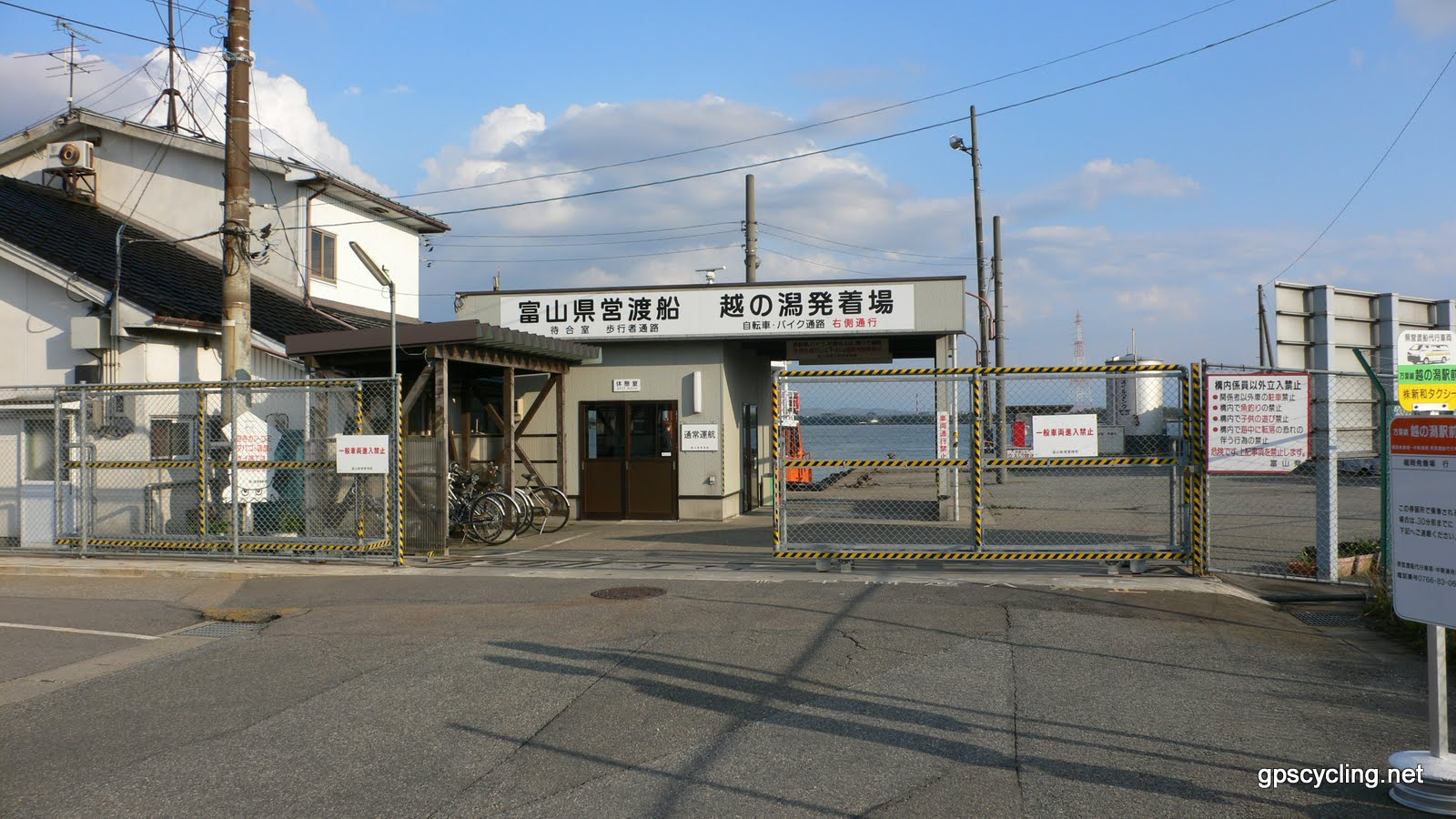
越の潟発着場
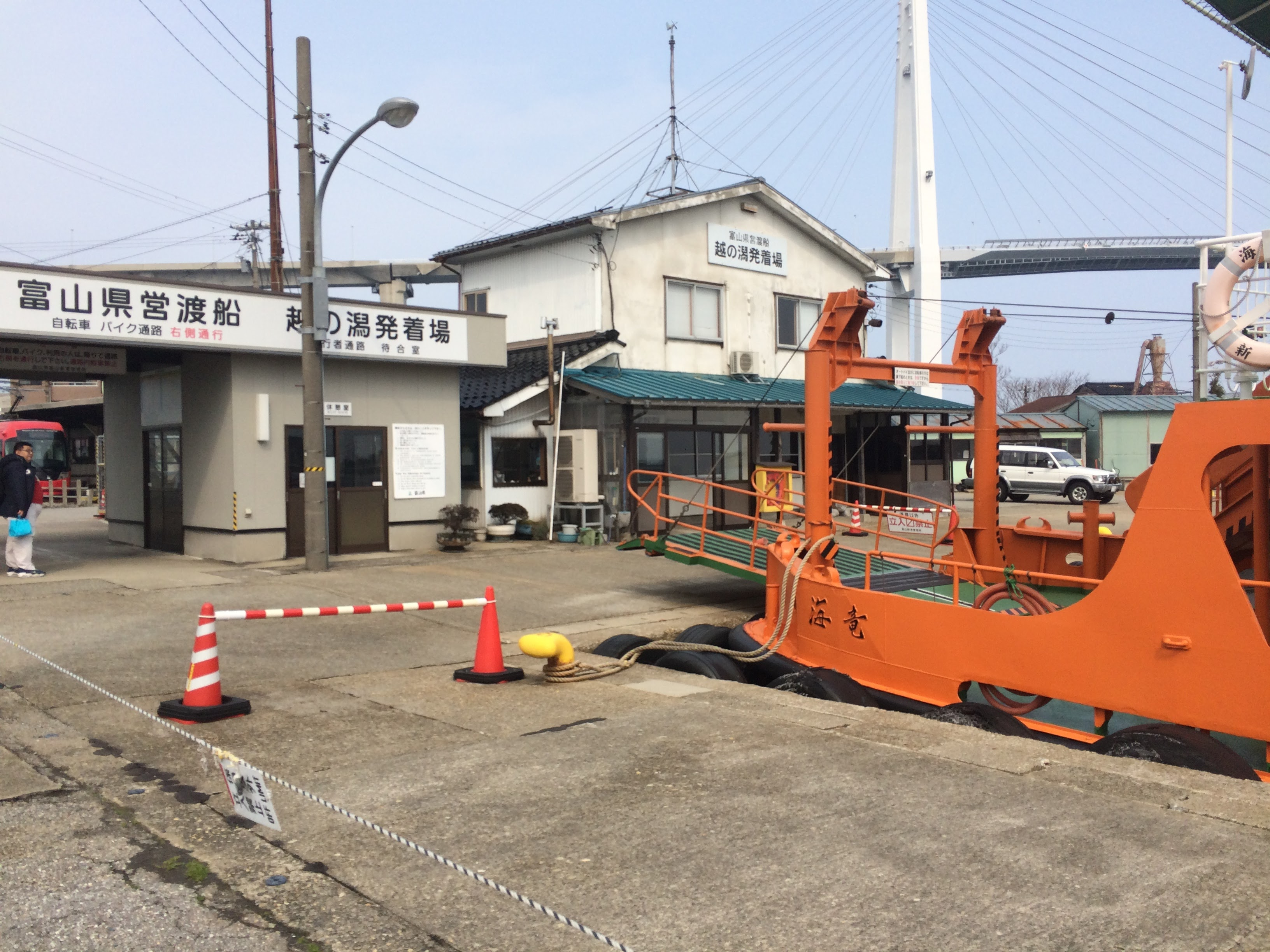
越の潟発着場
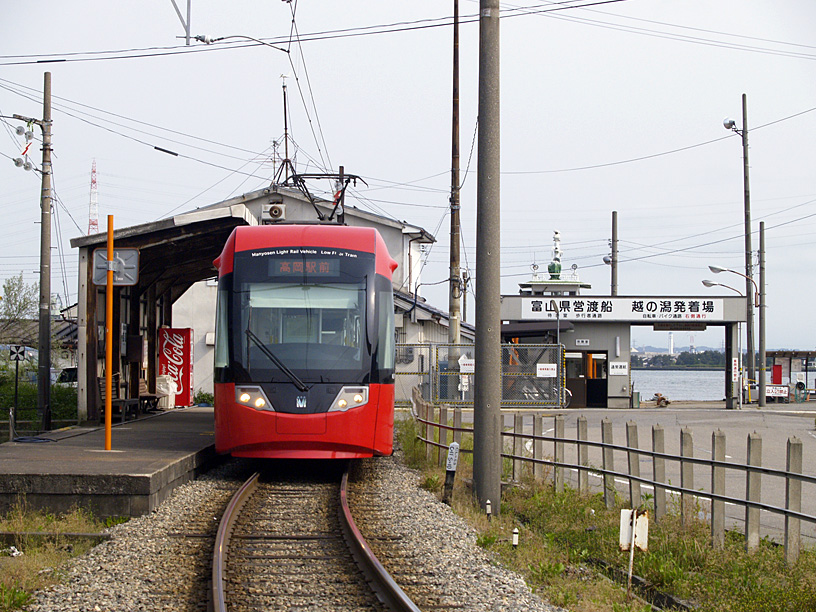
越ノ潟駅と越の潟発着場
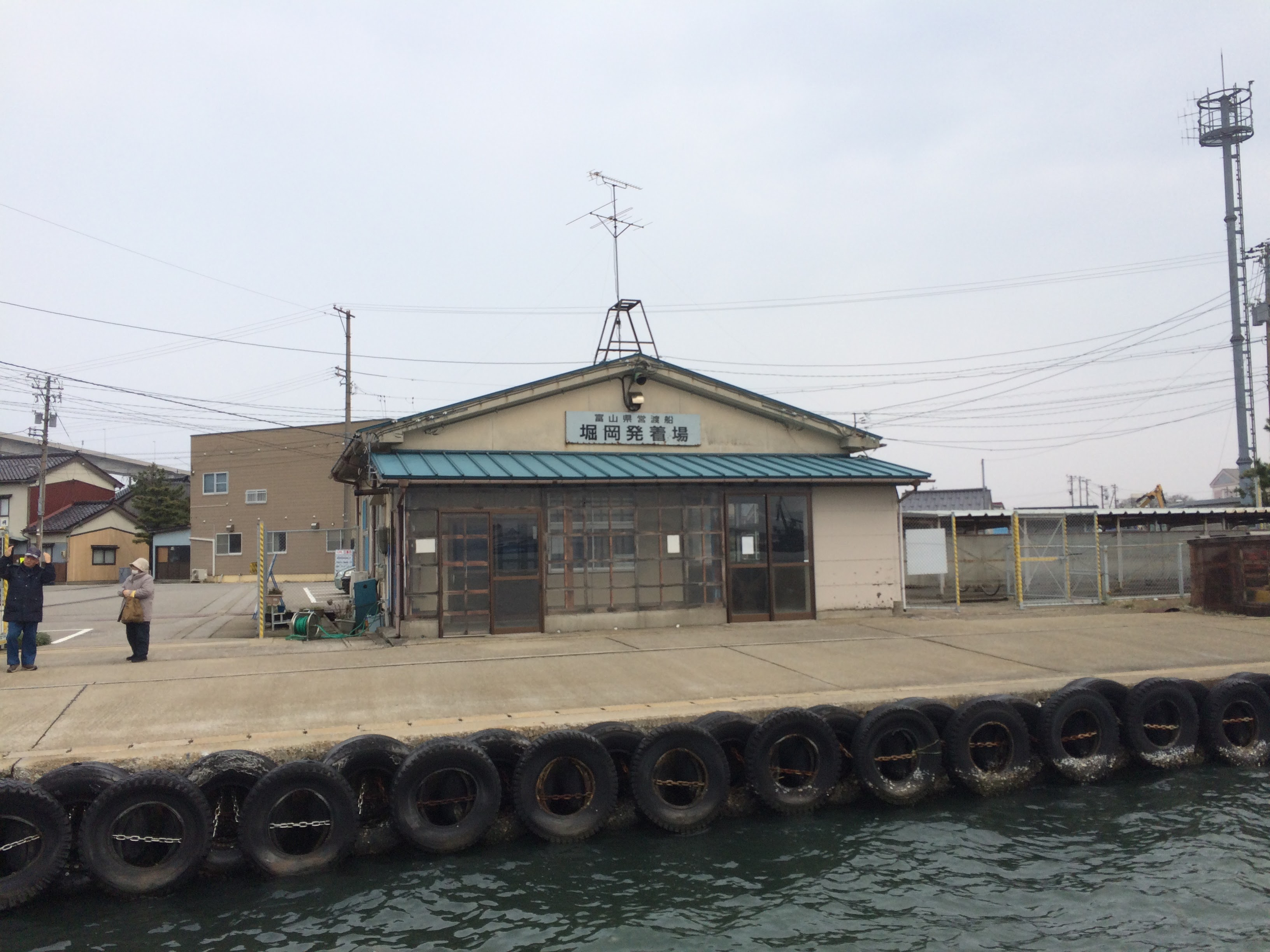
堀岡発着場（北緯36度46分23.5秒 東経137度7分6.5秒 / 北緯36.773194度 東経137.118472度）

## 沿革

### 富山新港造成と周辺の交通事情

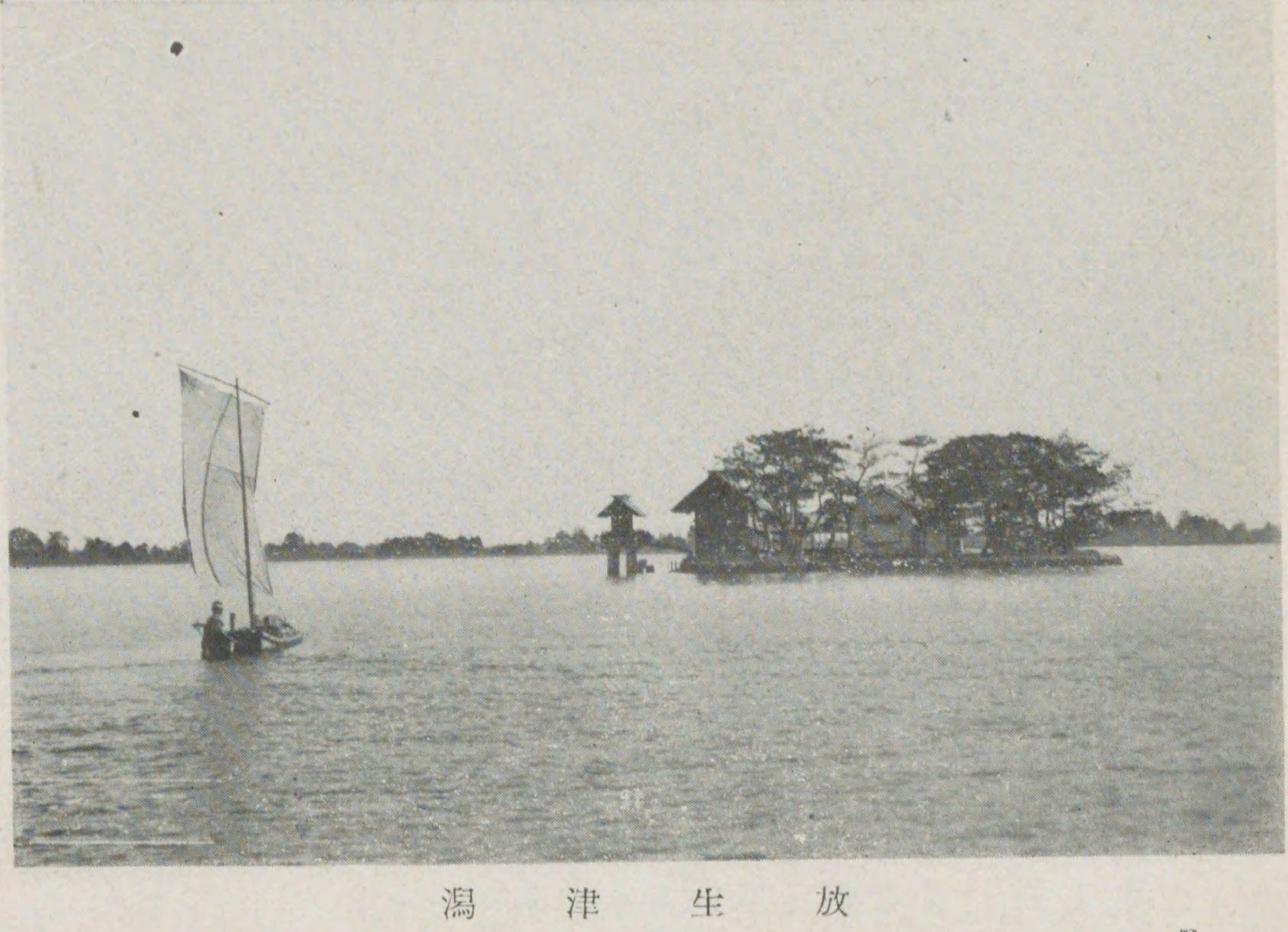
かつての放生津潟

伏木富山港を形成する港域の1つである富山新港の所在地には、かつて放生津潟と呼ばれる潟湖が広がっていた。この放生津潟の砂州上には富山県道1号魚津氷見線（主要地方道）や富山地方鉄道射水線が通り、堀岡（旧射水郡堀岡村）等の東側地区にとっては新湊市中心部に接続する重要な経路となっていたのであるが、富山新港を造成するには大型浚渫船を放生津潟に入れねばならず、そのためにはこの道路や鉄道を撤去して港口を切断し、外海と潟湖を接続する必要があった。これによって周辺住民は代替手段として地下道や橋梁の建設を求めたが、富山新港の造成事業に要する事業費が70億円であるのに対して、地下道の建設には80億円、橋梁の建設には200億円を要すると試算されており、国や県は迂回道路の建設や渡船の運航を現実的対応策として提示したので、地元住民の激しい反対運動を招くことになった。

### 港口切断反対運動

富山地方鉄道射水線堀岡駅 - 越ノ潟駅間廃止により越ノ潟駅に発着する代行バスの様子を報じる新聞

富山県道1号魚津氷見線の一部であった堀切橋（仮橋）

1961年（昭和36年）9月15日に起工式を挙げた富山新港は、当初1967年（昭和42年）中の完成を見込んでいたが、実際には1966年（昭和41年）になっても東防波堤と西防波堤の一部が完成したに過ぎなかった。工事が思うように進捗しない富山県としては、港口切断を可及的速やかに行いたい意向であったが、地元青年団を中心とした反対運動は根強く、1964年（昭和39年）2月には堀岡通勤者同盟、同年7月には海老江通勤者同盟が組織され、1965年（昭和40年）1月11日には富山県労働組合協議会、新湊地区労働者組合協議会及び富山地方鉄道労働組合が中心となって富山新港港口切断対策富山県共闘会議を結成するなど、運動の組織化が進んでいった。1965年（昭和40年）8月1日には反対運動のシンボルである「切断反対の監視塔」が完成している。
こうして地下道の建設や富山地方鉄道射水線の地下鉄化を求める富山新港港口切断対策富山県共闘会議及び地元振興会と富山県との交渉は何ら進展せず平行線を辿っていたものの、吉田実富山県知事が「交渉相手は新湊市と市議会」であると断言したことで事態は急変し、1966年（昭和41年）3月17日の新湊市議会全員協議会において質疑や討論を省略した自由民主党系議員による強行採決が行われ、富山県側の提案する形による港口切断の着工が決定した。これによってまず同年4月5日に富山地方鉄道射水線堀岡駅 - 越ノ潟駅間が廃止され、同区間における代行バスの運行が開始された。また、同日より富山地方鉄道射水線越ノ潟駅 - 新湊駅間は加越能鉄道に譲受され、同社新湊港線となった。富山県道1号魚津氷見線の堀切橋も同日より撤去作業が開始され、以降は仮橋による通行が行われた。

### 代替交通手段として就航

開業当初の富山県営渡船越の潟発着場

そして1967年（昭和42年）11月23日より港口の本格的切断に着工し、仮橋の通行も禁止され、クレーン車による護岸堤防の破壊が行われた。富山県営渡船も同日よりこうした鉄道や道路に替わる交通手段として運行を開始したのである。午前5時41分に富山地方鉄道射水線の列車が新湊東口駅に到着したのに合せて、打ち上げ花火を合図に「海竜丸」により処女航海が行われ、吉田実富山県知事や内藤友明新湊市長が搭乗し、紅白のテープを切って就航を祝った。当初は地元住民に対してのみ無料優待券が配布され、一般の旅客は20円（子供は10円）の乗船券を購入する必要があったものの、券売機が故障したため、1986年（昭和61年）4月より無償化が行われた。

### 利用者数の減少と事業の縮小

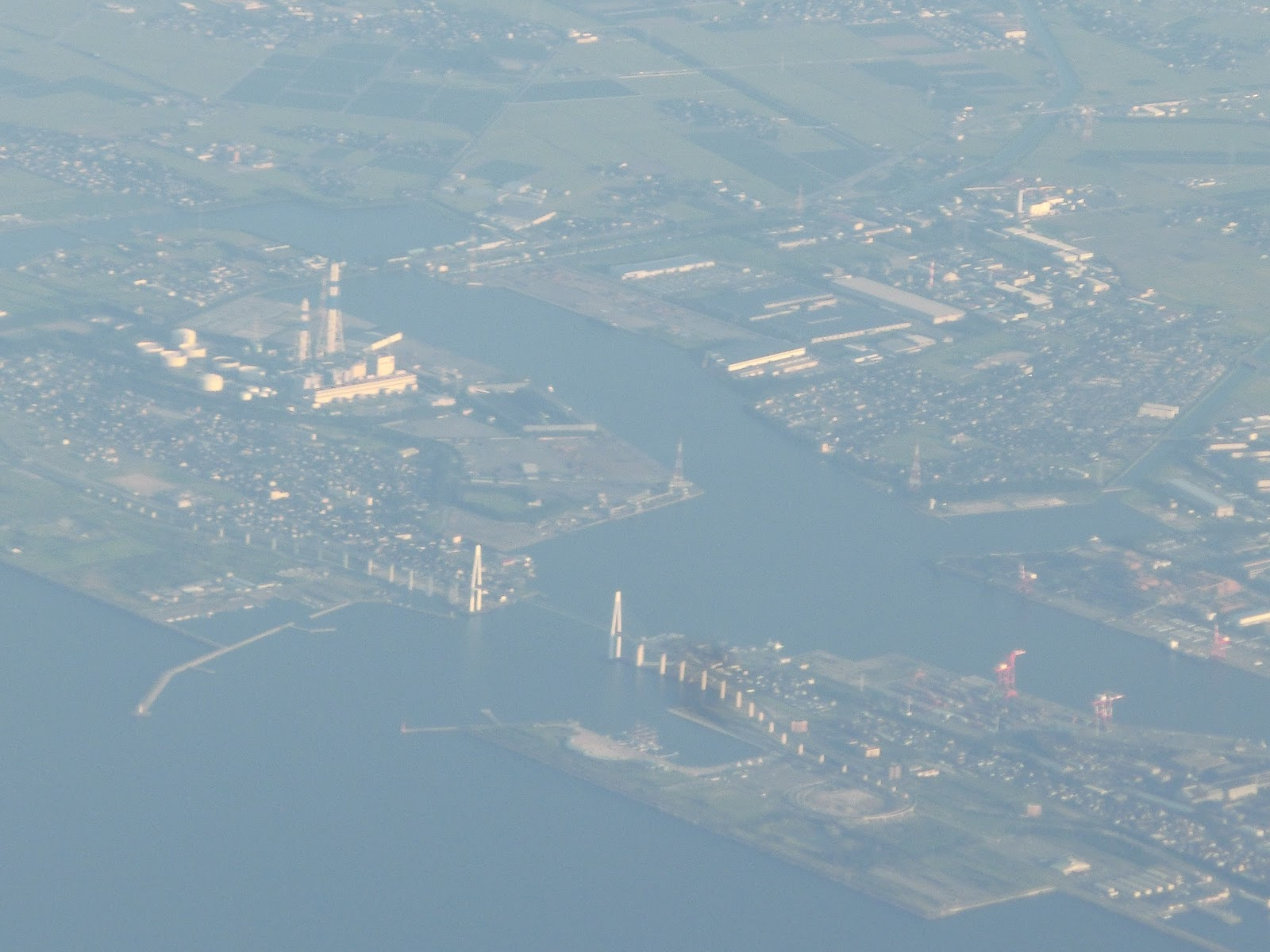
写真中央の橋が新湊大橋。渡船は、この橋の後方、約300メートルほどの所から発着している。

かつて渡船は24時間運航されていたが、利用者数は1968年（昭和43年）度の年間79万1019人を頂点に年々減少し、2002年（平成14年）度には年間17万515人にまで落ち込んだ。これがため富山県は2003年（平成15年）9月9日に夜間早朝の時間帯における渡船運航を廃止する旨を表明し、2004年（平成16年）4月1日より深夜早朝に限り海王交通に委託してワンボックスカーによる代替輸送を開始した。加えて、2006年（平成18年）4月には費用削減のために「射水丸」が引退することとなり、以降は「こしのかた」及び「海竜」の2隻によって運航が行われるようになった。
また、2012年（平成24年）9月23日には渡船の航路とほとんど平行する新湊大橋の供用が開始された。これにより、臨港道路富山新港東西線が全通し、堀岡 - 越ノ潟間は45年ぶりに陸路によって接続されることとなった。なお、歩道および自転車道の部分の開通は強風時の振動を理由として開通が遅れたものの、2013年（平成25年）6月16日に供用が開始されている。この自転車歩行者道は従来運航されていた富山県営渡船の代替であるとされ、富山県行政改革委員会は2010年（平成22年）10月27日にその完成後に渡船を廃止することを提案していた。しかし、防犯上の理由により新湊大橋の自転車歩行者道部分（通称あいの風プロムナード）は夜間閉鎖されることなどから、富山県営渡船の運航は従来通り継続されることとなった。ただし、2014年（平成26年）4月1日にはさらなる減便が行われた。
2012年（平成24年）度に新湊大橋開通に伴う観光客の増加により一旦増加に転じた富山県営渡船の利用者数は、2013年（平成25年）度より再び減少に転じ、2015年（平成27年）度には5万7103人と過去最少を記録している。2016年（平成28年）度の利用者数も2015年（平成27年）度に引続き5万人台で推移しており、富山県は渡船の廃止を含めて協議を行っていくとしている。渡船の維持費用は毎年およそ1億円で、歳出減に取り組んでいる県の行政改革目標においては繰り返し「運営見直し」の対象とされていることから、運航にかかわる職員も新規採用が見送られ、大半が60歳以上の再任用もしくは嘱託職員である。

### 年表

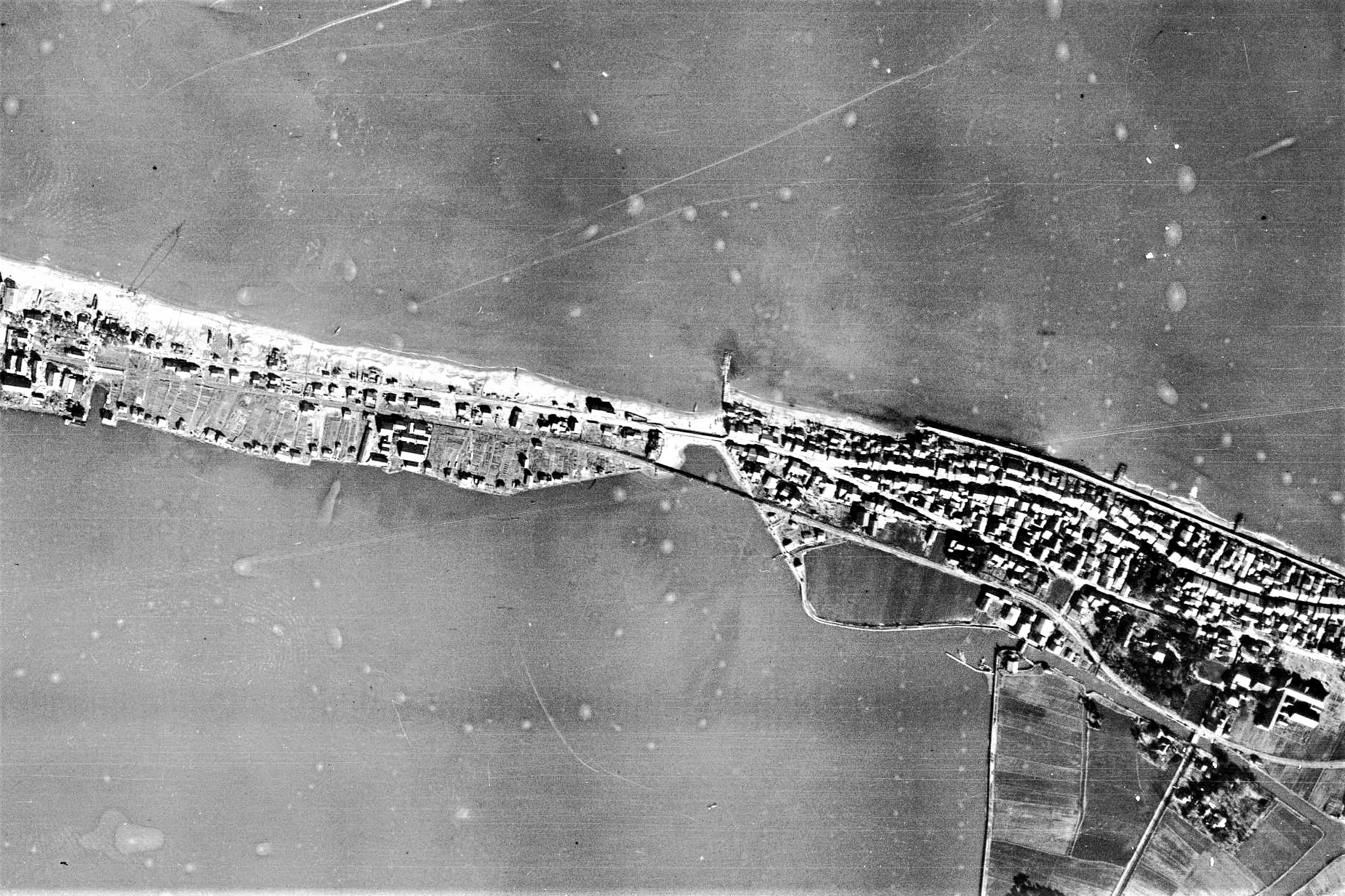
1946年（昭和21年）11月16日に撮影された放生津潟港口周辺空中写真。
。

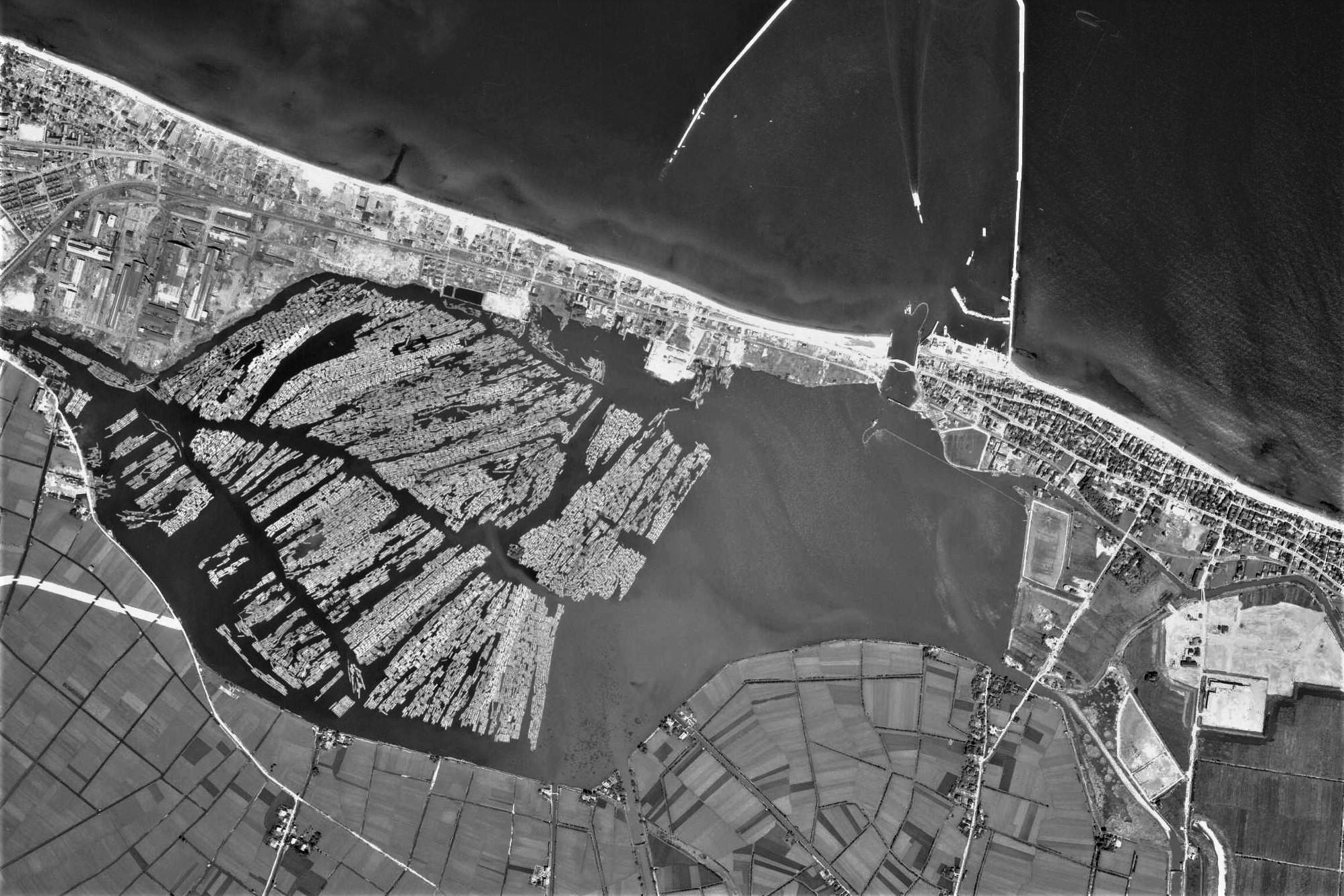
1966年（昭和41年）8月20日に撮影された放生津潟の空中写真。潟湖西側に多数の材木が浮かんでいる。
。

- 1961年（昭和36年）9月15日 - 富山新港の起工式を挙行[10]。
- 1964年（昭和39年）12月 - 「越の潟丸」及び「海竜丸」を建造[19]。
- 1965年（昭和40年）10月15日 - 富山県が富山県営渡船条例を公布[36]。
- 1966年（昭和41年）
  - 3月17日 - 新湊市議会全員協議会において港口切断工事を採択[13]。
  - 4月5日 - 富山地方鉄道射水線堀岡駅 - 越ノ潟駅間を廃止。代行バスの運行を開始[14]。
  - 12月1日 - 富山地方鉄道が新港東口駅を開業し、射水線は新富山駅 - 新港東口駅間となる[15]。
- 1967年（昭和42年）
  - 10月20日 - 富山県が富山県営渡船条例施行規則を公布[37]。
  - 11月23日 - 港口切断工事の開始により、運航を開始[38]。
- 1968年（昭和43年）4月21日 - 富山新港が開港した[39]。
- 1970年（昭和45年）9月 - 「射水丸」が就航[22]。
- 1980年（昭和55年）4月1日 - 富山地方鉄道射水線全線廃止。代行バスの運行を開始[40]。
- 1986年（昭和61年）4月1日 - 全面無償化を実施し、地元住民無料優待券を廃止[3][18][41]。
- 1987年（昭和62年）
  - 12月1日 - 「こしのかた」の完成式を挙行[42]。
  - 12月10日 - 「こしのかた」就航、「越の潟丸」引退[42]。
- 1988年（昭和63年）
  - 10月25日 - 「海竜」の完成式を挙行[43]。
  - 11月1日 - 「海竜」就航、「海竜丸」の引退[43]。
- 2004年（平成16年）4月1日 - 深夜早朝における運航を廃止し、海王交通委託による代替輸送を開始[21]。
- 2006年（平成18年）4月 - 「射水丸」引退[22]。
- 2010年（平成22年）10月27日 - 富山県行政改革委員会が、新湊大橋完成後の渡船廃止を提案[30]。
- 2012年（平成24年）9月23日 - 新湊大橋（車道部分）の供用を開始、臨港道路富山新港東西線が全線開通[24][25]。
- 2013年（平成25年）6月16日 - 新湊大橋の自転車歩行者道部分（あいの風プロムナード）の供用を開始[27]。
- 2014年（平成26年）4月1日 - 運行本数を1日97便から69便に減便[32][3]。

## 船舶

### 現役船

#### こしのかた

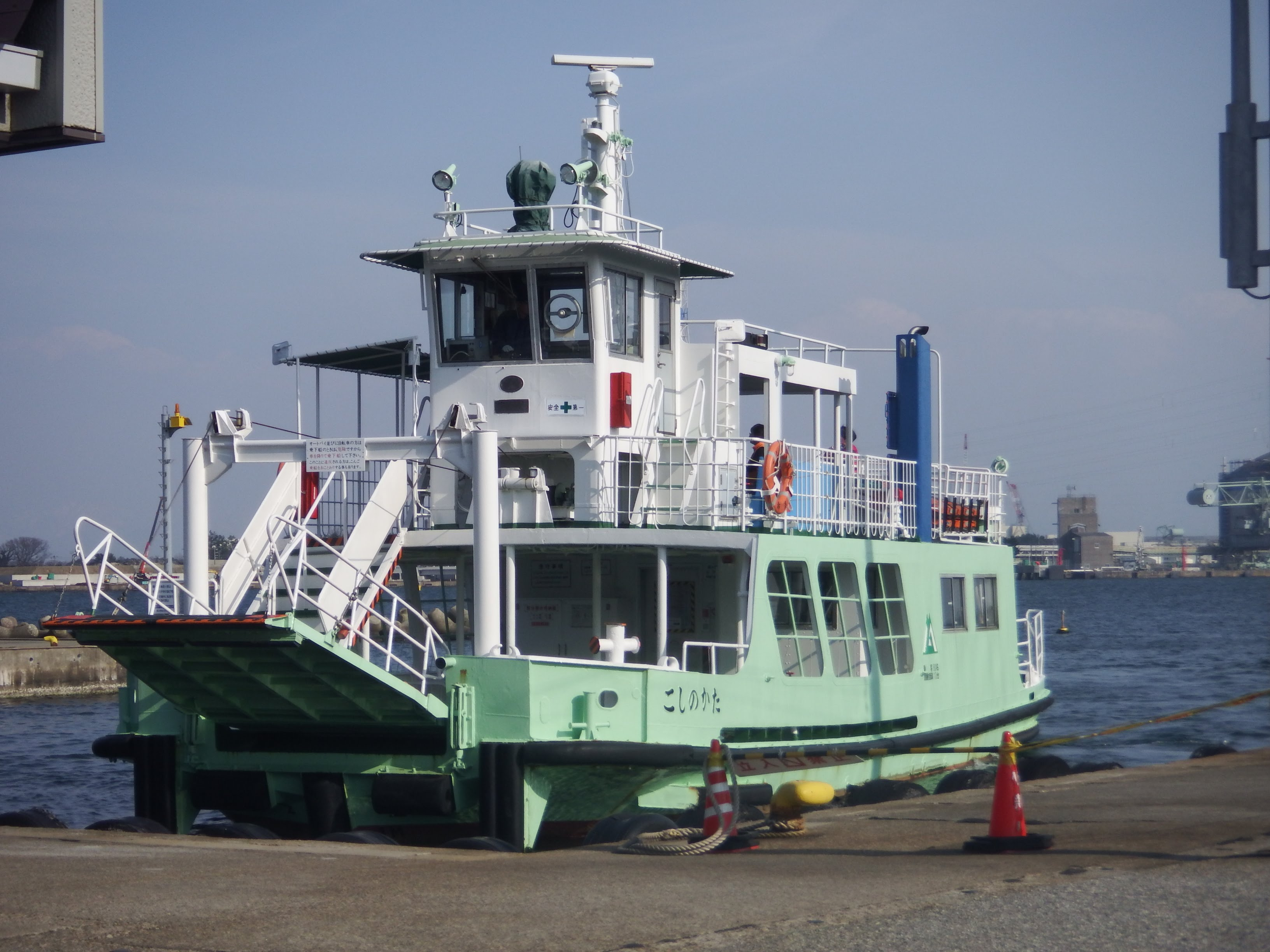
こしのかた

1987年（昭和62年）12月1日に完成式を挙行し、同年12月10日より運用を開始した。全長16メートルで総トン数は46、105馬力のエンジンを2基搭載しており、最高速度は9ノットである。日本海重工業が建造した。定員80名に加えて自動二輪車10台、自転車40台を搭載できる。ただし、富山県営渡船においては規則によって自動二輪車は乗船できない。

#### 海竜

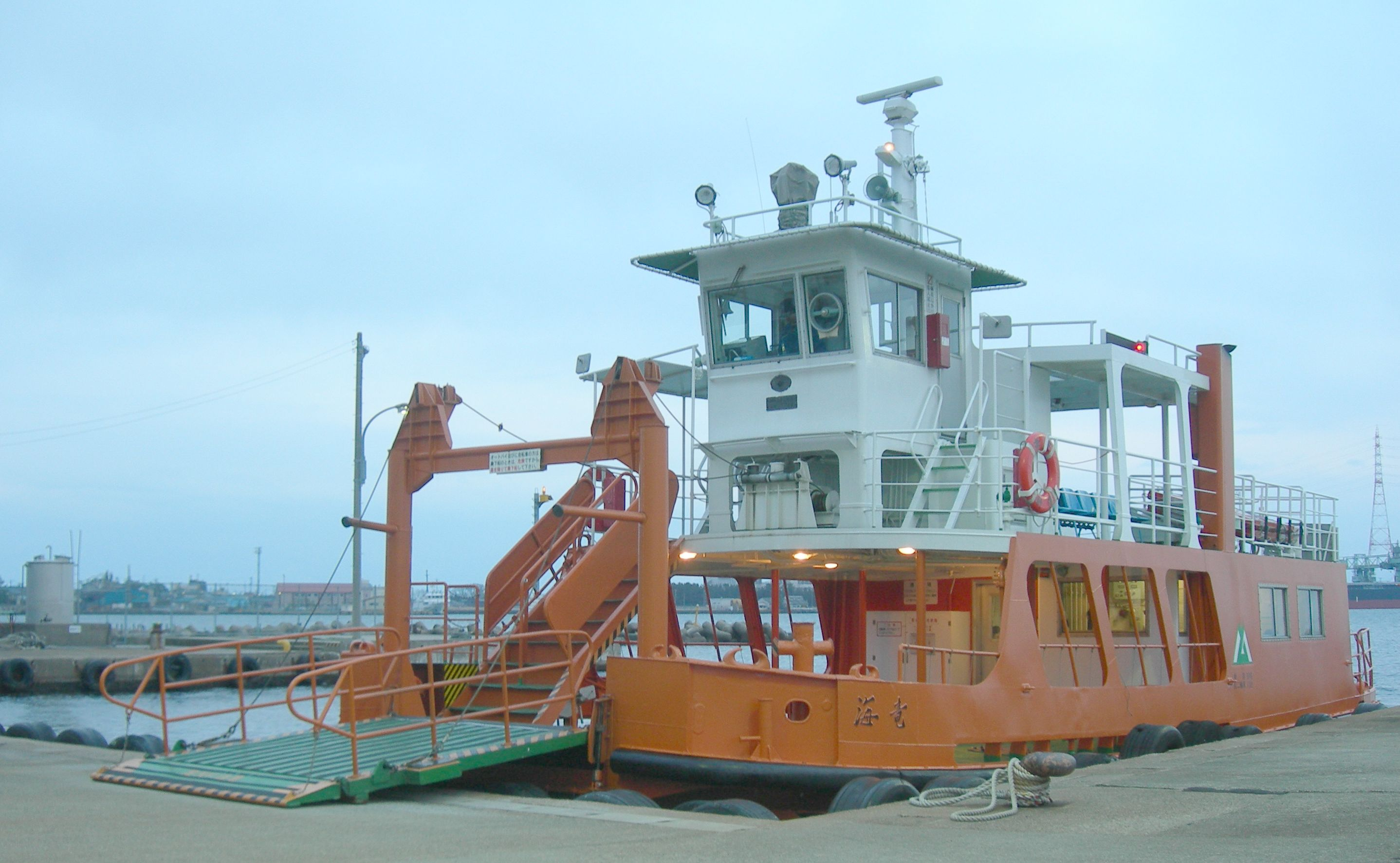
海竜

1988年（昭和63年）10月25日に完成式を挙行し、同年11月1日より運用を開始した。全長16メートルで総トン数は44、105馬力のエンジンを2基搭載しており、最高速度は9ノットである。新日本海重工業が建造した。定員80名に加えて自動二輪車10台、自転車40台を搭載できる。ただし、富山県営渡船においては規則によって自動二輪車は乗船できない。また、濃霧時に用いるレーダーを搭載している。

### 退役船

#### 越の潟丸
1964年（昭和39年）12月に建造され、1967年（昭和42年）11月23日より就航した。総トン数は96で定員は120名であった。1987年（昭和62年）12月10日に「こしのかた」の運用開始と共に退役した。

#### 海竜丸
1964年（昭和39年）12月に建造され、1967年（昭和42年）11月23日より就航した。1988年（昭和63年）11月1日に「海竜」の運用開始と共に退役した。

#### 射水丸
1970年（昭和45年）9月に就航し、2006年（平成18年）4月に退役した。全長17メートルで幅4.4メートル、総トン数は33であり、最高速度は8ノットである。総工費1950万円を以て伏木造船が建造した。定員55名のほか、自動二輪車等を20台搭載できる。

## 利用状況
各年度の利用者数は次の通りである。
| 年度               | 利用者数 | 運行回数              | 備考                                   |
| ------------------ | -------- | --------------------- | -------------------------------------- |
| 1967年（昭和42年） | 303,061  |                       | 1967年11月23日より運行                 |
| 1968年（昭和43年） | 791,059  |                       |                                        |
| 1969年（昭和44年） | 723,218  |                       |                                        |
| 1970年（昭和45年） | 498,034  |                       | 9月より、2隻体制から3隻体制に変更      |
| 1971年（昭和46年） | 676,980  |                       |                                        |
| 1972年（昭和47年） | 616,654  |                       |                                        |
| 1973年（昭和48年） | 583,970  |                       |                                        |
| 1974年（昭和49年） | 590,064  |                       |                                        |
| 1975年（昭和50年） | 556,002  |                       |                                        |
| 1976年（昭和51年） | 490,057  |                       |                                        |
| 1977年（昭和52年） | 451,987  |                       |                                        |
| 1978年（昭和53年） | 473,874  |                       |                                        |
| 1979年（昭和54年） | 488,820  |                       |                                        |
| 1980年（昭和55年） | 450,085  |                       | 射水線廃止                             |
| 1981年（昭和56年） | 442,425  |                       |                                        |
| 1982年（昭和57年） | 428,848  |                       |                                        |
| 1983年（昭和58年） | 399,939  |                       |                                        |
| 1984年（昭和59年） | 381,168  |                       |                                        |
| 1985年（昭和60年） | 373,157  |                       |                                        |
| 1986年（昭和61年） | 358,327  |                       | 全面無償化                             |
| 1987年（昭和62年） | 346,643  |                       |                                        |
| 1988年（昭和63年） | 326,610  |                       |                                        |
| 1989年（平成元年） | 335,125  |                       |                                        |
| 1990年（平成2年）  | 326,675  |                       |                                        |
| 1991年（平成3年）  | 311,198  |                       |                                        |
| 1992年（平成4年）  | 308,891  |                       |                                        |
| 1993年（平成5年）  | 315,489  |                       |                                        |
| 1994年（平成6年）  | 336,724  |                       |                                        |
| 1995年（平成7年）  | 302,387  |                       |                                        |
| 1996年（平成8年）  | 291,425  |                       |                                        |
| 1997年（平成9年）  | 249,375  |                       |                                        |
| 1998年（平成10年） | 216,348  |                       |                                        |
| 1999年（平成11年） | 196,489  |                       |                                        |
| 2000年（平成12年） | 187,343  |                       |                                        |
| 2001年（平成13年） | 184,368  |                       |                                        |
| 2002年（平成14年） | 170,515  |                       |                                        |
| 2003年（平成15年） | 162,643  |                       |                                        |
| 2004年（平成16年） | 143,501  |                       | 深夜早朝の渡船運航廃止                 |
| 2005年（平成17年） | 142,606  | 35,405（内42便欠航）  |                                        |
| 2006年（平成18年） | 134,394  | 35,405（内307便欠航） | 4月より3隻体制から2隻体制に変更        |
| 2007年（平成19年） | 134,397  | 35,502（内281便欠航） |                                        |
| 2008年（平成20年） | 125,133  | 35,405（内243便欠航） |                                        |
| 2009年（平成21年） | 115,212  | 35,405（内264便欠航） |                                        |
| 2010年（平成22年） | 99,848   | 35,405（内248便欠航） |                                        |
| 2011年（平成23年） | 94,698   | 35,502（内316便欠航） |                                        |
| 2012年（平成24年） | 101,434  | 35,160（内245便欠航） | 新湊大橋（車道部分）供用開始           |
| 2013年（平成25年） | 90,883   | 34,757（内648便欠航） | 新湊大橋（自転車歩行者道部分）供用開始 |
| 2014年（平成26年） | 66,201   | 24,702（内483便欠航） | 減便                                   |
| 2015年（平成27年） | 57,103   | 22,803（内400便欠航） |                                        |

## ダイヤ

### 渡船
越ノ潟発着場は始発6時52分で最終が20時22分、堀岡発着場は始発が6時44分で最終が20時29分である（2017年（平成29年）現在）。

### 夜間代替
深夜早朝は中新湊待合所 - 堀岡発着所間において代替車両を運行する。所要時間は15分で、23時から翌朝6時までは申込制であるが、その他の時間帯においては定時運行を行う（2017年（平成29年）現在）。

## 交通アクセス
- 万葉線新湊港線越ノ潟駅[5]。
- 富山地方鉄道バス布目経由四方・新港東口線新港東口停留場[56]。
- 射水市コミュニティバス海王丸パーク･ライトレール接続線新港東口停留場[57]。2021年9月をもって廃止。